# Шатијон ле Дик
Шатијон ле Дик (фр. Châtillon-le-Duc) насеље је и општина у источној Француској у региону Франш-Конте, у департману Ду која припада префектури Безансон.
По подацима из 2011. године у општини је живело 1894 становника, а густина насељености је износила 302,56 становника/km². Општина се простире на површини од 6,26 km². Налази се на средњој надморској висини од 450 метара (максималној 482 m, а минималној 212 m).

## Демографија
| 1962. | 1968. | 1975. | 1982. | 1990. | 1999. | 2011. |
| ----- | ----- | ----- | ----- | ----- | ----- | ----- |
| 297   | 557   | 996   | 1.334 | 1.568 | 1.834 | 1.894 |

График промене броја становника у току последњих година